# Osvaldo Reig
Osvaldo Alfredo Reig (14 agosto 1929 – 13 marzo 1992) è stato un biologo e paleontologo argentino.

## Biografia
Nel corso della sua vita ha contribuito a numerosi studi sulla paleontologia e l'evoluzione biologica. Studiò all'Universidad de La Plata, ma non completò il corso di studi. Successivamente operò presso Università di Buenos Aires nel Dipartimento di scienze biologiche sull'evoluzione dei mammiferi. Nel 1966 iniziò a collaborare con il Museum of Comparative Zoology all'Università di Harvard. Per oltre quindici anni lavorò alla Central University of Venezuela e alla Simón Bolívar University. Nel 1973 ricevette un PhD in Zoologia e Paleontologia dalla University of London. Fra le sue opere più importanti quella sullo Herrerasaurus, uno dei primi dinosauri conosciuti. 